# Barrages des éliminatoires du Championnat d'Europe féminin de football 2025
Navigation
Barrages Euro 2022 Barrages Euro 2029
Les matchs de barrages des éliminatoires du Championnat d'Europe féminin de football 2025 doivent désigner les sept dernières nations qui participeront à l'Euro 2025 parmi les 28 équipes qui n'ont pas réussi à se qualifier directement lors de la phase de ligue des éliminatoires.

## Format
Les 28 équipes sont sélectionnées grâce à leurs performances lors de la phase de ligue des éliminatoires de l'Euro 2025. Ces équipes sont réparties en deux voies pour le premier tour et en une seule voie pour le deuxième tour. À l'issue des deux tours de barrages, sept équipes se qualifient pour le tournoi final,.

### Sélection des équipes
Se basant sur le classement général de la phase de ligue des éliminatoires, les 28 équipes participantes aux barrages sont sélectionnées selon les conditions suivantes:
- Les équipes classées troisièmes et quatrièmes en Ligue A.
- Les équipes classées dans les trois premiers de chaque groupe en Ligue B.
- Les équipes classées premières ainsi que les trois équipes classées dans les meilleurs deuxièmes de groupe en Ligue C.

Si la Suisse, pays hôte du Championnat d'Europe 2025, termine dans les trois premiers de groupe en Ligue B, dans ce cas, le meilleur quatrième de groupe en Ligue B participe aux barrages.

### Formation des voies
Les 28 équipes sélectionnées sont répaties en deux voies. Un tirage au sort décide eventuellement de placer les équipes dans les différentes voies, en respectant les conditions suivantes:
- Les équipes classées troisième et quatrième de groupe en Ligue A affrontent les équipes classées première et les trois équipes classées dans les trois meilleures deuxièmes de groupe en Ligue C dans la Voie 1.
- Les six meilleures équipes en Ligue B affrontent les six moins bonnes équipes en Ligue B dans la Voie 2.

### Confrontations et règles
Les barrages ont lieu à l'automne 2024. Les matchs se jouent à domicile et à l'extérieur avec le format aller/retour dans les deux voies pour le premier tour et dans la voie unique pour le deuxième tour. En cas de match nul à la fin du temps réglementaire sur l'ensemble des deux matchs dans chaque affrontement, une prolongation de 2 fois 15 minutes sera joué (sans compter les buts marqués à l'extérieur). Si les deux équipes sont toujours à égalité sur l'ensemble des deux matchs, une séance de tirs au but déterminera l'équipe gagnante.

## Tirage au sort
Le tirage au sort des barrages a lieu le 19 juillet 2024 à Nyon en Suisse. Les équipes sont réparties en 4 chapeaux sur la base du classement général de la phase de ligues. Pour le tirage au sort, les huit moins bonnes équipes de la Ligue A ainsi que les six meilleures équipes de la Ligue B sont têtes de série tandis que les six moins bonnes équipes de la Ligue B ainsi que les huit meilleures équipes de la Ligue C sont non-têtes de série,.
| Équipe               | Classement |
| -------------------- | ---------- |
| Suède                | 9          |
| Norvège              | 10         |
| Autriche             | 11         |
| Belgique             | 12         |
| Finlande             | 13         |
| Tchéquie             | 14         |
| République d'Irlande | 15         |
| Pologne              | 16         |

| Équipe          | Classement |
| --------------- | ---------- |
| Portugal        | 17         |
| Écosse          | 18         |
| Pays de Galles  | 20         |
| Serbie          | 21         |
| Ukraine         | 22         |
| Irlande du Nord | 23         |

| Équipe             | Classement |
| ------------------ | ---------- |
| Turquie            | 24         |
| Croatie            | 25         |
| Hongrie            | 26         |
| Bosnie-Herzégovine | 27         |
| Slovaquie          | 28         |
| Azerbaïdjan        | 29         |

| Équipe      | Classement |
| ----------- | ---------- |
| Slovénie    | 33         |
| Roumanie    | 34         |
| Biélorussie | 35         |
| Grèce       | 36         |
| Albanie     | 37         |
| Luxembourg  | 38         |
| Monténégro  | 39         |
| Géorgie     | 40         |

| Équipe                | Classement |
| --------------------- | ---------- |
| Suède✱                | 9          |
| Norvège✱              | 10         |
| Autriche✱             | 11         |
| Belgique✱             | 12         |
| Finlande✱             | 13         |
| Tchéquie✱             | 14         |
| République d'Irlande✱ | 15         |

| Équipe           | Classement |
| ---------------- | ---------- |
| Pologne✱         | 16         |
| Portugal✱        | 17         |
| Écosse✱          | 18         |
| Pays de Galles✱  | 20         |
| Serbie✱          | 21         |
| Ukraine✱         | 22         |
| Irlande du Nord✱ | 23         |

✱ : Équipe vainqueur du premier tour dont l'identité n'est pas connue au moment du tirage au sort.

### Premier tour

#### Tableau
| Équipe             | Aller  | Total  | Retour   | Équipe               |
| Voie 1             | Voie 1 | Voie 1 | Voie 1   | Voie 1               |
| ------------------ | ------ | ------ | -------- | -------------------- |
| Roumanie           | 1 - 2  | 2 - 6  | 1 - 4    | Pologne              |
| Grèce              | 0 - 0  | 0 - 5  | 0 - 5    | Belgique             |
| Monténégro         | 0 - 1  | 0 - 6  | 0 - 5    | Finlande             |
| Géorgie            | 0 - 6  | 0 - 9  | 0 - 3    | République d'Irlande |
| Slovénie           | 0 - 3  | 1 - 5  | 1 - 2    | Autriche             |
| Luxembourg         | 0 - 4  | 0 - 12 | 0 - 8    | Suède                |
| Biélorussie        | 1 - 8  | 1 - 8  | 0 - 0    | Tchéquie             |
| Albanie            | 0 - 5  | 0 - 14 | 0 - 9    | Norvège              |
| Voie 2             |        |        |          |                      |
| Turquie            | 1 - 1  | 1 - 3  | 0 - 2    | Ukraine              |
| Croatie            | 1 - 1  | 1 - 2  | 0 - 1 ap | Irlande du Nord      |
| Bosnie-Herzégovine | 2 - 2  | 3 - 6  | 1 - 4    | Serbie               |
| Azerbaïdjan        | 1 - 4  | 1 - 8  | 0 - 4    | Portugal             |
| Hongrie            | 0 - 1  | 0 - 5  | 0 - 4    | Écosse               |
| Slovaquie          | 2 - 1  | 2 - 3  | 0 - 2 ap | Pays de Galles       |

#### Voie 1
| Match aller                   | Roumanie                | 1 - 2   | Pologne                        | Stade Arcul de Triumf, Bucarest                                                 |                                                                                 |
| 25 octobre 2024 18h00 (19h00) | Balaceanu 18e           | (1 - 0) | 73e Padilla · 89e (pen.) Pajor | Spectateurs : 3 076 Arbitrage : Cheryl Foster Arbitre vidéo : Michael Salisbury | Spectateurs : 3 076 Arbitrage : Cheryl Foster Arbitre vidéo : Michael Salisbury |
| 25 octobre 2024 18h00 (19h00) | Meluță 30e · Ficzay 88e | Rapport | 42e Kamczyk                    | Spectateurs : 3 076 Arbitrage : Cheryl Foster Arbitre vidéo : Michael Salisbury | Spectateurs : 3 076 Arbitrage : Cheryl Foster Arbitre vidéo : Michael Salisbury |

| Match retour          | Pologne                                                                                 | 4 - 1   | Roumanie                 | Stade Gdańsk, Gdańsk                                                       |                                                                            |
| 29 octobre 2024 18h00 | Pajor 19e · ( Pajor) Padilla 41e · ( Wiankowska) Pajor 49e · ( Wiankowska) Krezyman 85e | (2 - 0) | 90+3e Stanciu (Bortan )  | Spectateurs : 8 449 Arbitrage : Ivana Martinčić Arbitre vidéo : Fran Jović | Spectateurs : 8 449 Arbitrage : Ivana Martinčić Arbitre vidéo : Fran Jović |
| 29 octobre 2024 18h00 | Szymczak 16e                                                                            | Rapport | 20e Carp · 44e Balaceanu | Spectateurs : 8 449 Arbitrage : Ivana Martinčić Arbitre vidéo : Fran Jović | Spectateurs : 8 449 Arbitrage : Ivana Martinčić Arbitre vidéo : Fran Jović |

La Pologne gagne 6 - 2 sur l'ensemble des deux matchs et se qualifie pour le deuxième tour.
| Match aller                   | Grèce        | 0 - 0   | Belgique    | Stade Theódoros-Vardinogiánnis, Héraklion                                       |                                                                                 |
| 25 octobre 2024 18h00 (19h00) |              |         |             | Spectateurs : 1 550 Arbitrage : Ainara Acevedo Arbitre vidéo : Cesar Soto Grado | Spectateurs : 1 550 Arbitrage : Ainara Acevedo Arbitre vidéo : Cesar Soto Grado |
| 25 octobre 2024 18h00 (19h00) | Georgiou 86e | Rapport | 85e Deloose | Spectateurs : 1 550 Arbitrage : Ainara Acevedo Arbitre vidéo : Cesar Soto Grado | Spectateurs : 1 550 Arbitrage : Ainara Acevedo Arbitre vidéo : Cesar Soto Grado |

| Match retour          | Belgique | 5 - 0   | Grèce      | Den Dreef, Louvain                                                                 |                                                                                    |
| 29 octobre 2024 20h15 | ( Wullaert) Van Kerkhoven 36e · ( Eurlings) Wullaert 39e · ( Cayman) Wullaert 45+4e · ( Wullaert) Missipo 55e · ( Cayman) Van Kerkhoven 57e | (3 - 0) |            | Spectateurs : 5 812 Arbitrage : Volha Blotskaya Arbitre vidéo : Stéphanie Frappart | Spectateurs : 5 812 Arbitrage : Volha Blotskaya Arbitre vidéo : Stéphanie Frappart |
| 29 octobre 2024 20h15 | Vanhaevermaet 87e | Rapport | 70e Markou | Spectateurs : 5 812 Arbitrage : Volha Blotskaya Arbitre vidéo : Stéphanie Frappart | Spectateurs : 5 812 Arbitrage : Volha Blotskaya Arbitre vidéo : Stéphanie Frappart |

La Belgique gagne 5 - 0 sur l'ensemble des deux matchs et se qualifie pour le deuxième tour.
| Match aller           | Monténégro                                         | 0 - 1   | Finlande                | Podgorica City Stadium, Podgorica                                         |                                                                           |
| 25 octobre 2024 16h30 |                                                    | (0 - 1) | 3e Sällström (Nyström ) | Spectateurs : 350 Arbitrage : Riem Hussein Arbitre vidéo : Benjamin Brand | Spectateurs : 350 Arbitrage : Riem Hussein Arbitre vidéo : Benjamin Brand |
| 25 octobre 2024 16h30 | Tomašević 31e · Karličić 53e · Božić 57e · Kuć 79e | Rapport | 10e Nyström             | Spectateurs : 350 Arbitrage : Riem Hussein Arbitre vidéo : Benjamin Brand | Spectateurs : 350 Arbitrage : Riem Hussein Arbitre vidéo : Benjamin Brand |

| Match retour                  | Finlande                                                                                                | 5 - 0   | Monténégro                  | Tammelan Stadion, Tampere                                                        |                                                                                  |
| 29 octobre 2024 17h30 (18h30) | ( Sällström) Öling 7e · ( E. Siren) Lehtola 12e · Koivisto 31e · ( Öling) Sällström 65e · Halttunen 80e | (3 - 0) |                             | Spectateurs : 4 849 Arbitrage : Eleni Antoniou Arbitre vidéo : Angelos Evangelou | Spectateurs : 4 849 Arbitrage : Eleni Antoniou Arbitre vidéo : Angelos Evangelou |
| 29 octobre 2024 17h30 (18h30) | Nyström 63e                                                                                             | Rapport | 30e Popović · 89e Tomašević | Spectateurs : 4 849 Arbitrage : Eleni Antoniou Arbitre vidéo : Angelos Evangelou | Spectateurs : 4 849 Arbitrage : Eleni Antoniou Arbitre vidéo : Angelos Evangelou |

La Finlande gagne 6 - 0 sur l'ensemble des deux matchs et se qualifie pour le deuxième tour.
| Match aller                   | Géorgie                            | 0 - 6   | République d'Irlande | Stade Mikheil-Meskhi, Tbilissi                                                   |                                                                                  |
| 25 octobre 2024 18h00 (20h00) |                                    | (0 - 1) | 37e (pen.) McCabe · 59e Carusa (Larkin ) · 67e McCabe (Mannion ) · 82e Stapleton (McCabe ) · 90+7e Sheva (O'Sullivan ) · 90+10e Mannion (McCabe ) | Spectateurs : 1 440 Arbitrage : Emanuela Resta Arbitre vidéo : Kreshnik Barjamaj | Spectateurs : 1 440 Arbitrage : Emanuela Resta Arbitre vidéo : Kreshnik Barjamaj |
| 25 octobre 2024 18h00 (20h00) | Kadagishvili 5e · Khaburdzania 69e | Rapport | 54e Toland | Spectateurs : 1 440 Arbitrage : Emanuela Resta Arbitre vidéo : Kreshnik Barjamaj | Spectateurs : 1 440 Arbitrage : Emanuela Resta Arbitre vidéo : Kreshnik Barjamaj |

| Match retour                  | République d'Irlande                                            | 3 - 0   | Géorgie                                                         | Tallaght Stadium, Dublin                                                     |                                                                              |
| 29 octobre 2024 20h30 (19h30) | Russell 3e · ( Stapleton) Carusa 31e · ( O'Sullivan) McCabe 55e | (2 - 0) |                                                                 | Spectateurs : 8 745 Arbitrage : Katalin Kulcsár Arbitre vidéo : Tamás Bognár | Spectateurs : 8 745 Arbitrage : Katalin Kulcsár Arbitre vidéo : Tamás Bognár |
| 29 octobre 2024 20h30 (19h30) |                                                                 | Rapport | 22e Khaburdzania · 33e Kalandadze · 42e Cheminava · 80e Ambalia | Spectateurs : 8 745 Arbitrage : Katalin Kulcsár Arbitre vidéo : Tamás Bognár | Spectateurs : 8 745 Arbitrage : Katalin Kulcsár Arbitre vidéo : Tamás Bognár |

La république d'Irlande gagne 9 - 0 sur l'ensemble des deux matchs et se qualifie pour le deuxième tour.
| Match aller           | Slovénie | 0 - 3   | Autriche                                                                     | Stade Bonifika, Koper                                                            |                                                                                  |
| 25 octobre 2024 18h00 |          | (0 - 0) | 69e Dunst (Schasching ) · 73e (pen.) Puntigam · 75e Purtscheller (Campbell ) | Spectateurs : 458 Arbitrage : Hristiyana Guteva Arbitre vidéo : Vasimir El-Hatib | Spectateurs : 458 Arbitrage : Hristiyana Guteva Arbitre vidéo : Vasimir El-Hatib |
| 25 octobre 2024 18h00 |          | Rapport | 48e Schasching                                                               | Spectateurs : 458 Arbitrage : Hristiyana Guteva Arbitre vidéo : Vasimir El-Hatib | Spectateurs : 458 Arbitrage : Hristiyana Guteva Arbitre vidéo : Vasimir El-Hatib |

| Match retour          | Autriche                       | 2 - 1   | Slovénie                               | Keine Sorgen Arena, Ried im Innkreis                                         |                                                                              |
| 29 octobre 2024 18h00 | Puntigam 62e (pen.) 74e (pen.) | (0 - 0) | 90+6e Prašnikar                        | Spectateurs : 2 600 Arbitrage : Lina Lehtovaara Arbitre vidéo : Riem Hussein | Spectateurs : 2 600 Arbitrage : Lina Lehtovaara Arbitre vidéo : Riem Hussein |
| 29 octobre 2024 18h00 | Magerl 90+5e                   | Rapport | 39e Prašnikar · 72e Meršnik · 77e Čonč | Spectateurs : 2 600 Arbitrage : Lina Lehtovaara Arbitre vidéo : Riem Hussein | Spectateurs : 2 600 Arbitrage : Lina Lehtovaara Arbitre vidéo : Riem Hussein |

L'Autriche gagne 5 - 1 sur l'ensemble des deux matchs et se qualifie pour le deuxième tour.
| Match aller           | Luxembourg | 0 - 4   | Suède                                                                             | Stade Émile-Mayrisch, Esch-sur-Alzette                                            |                                                                                   |
| 25 octobre 2024 19h30 |            | (0 - 2) | 26e Angeldal · 31e Kaneryd (Nildén ) · 81e Blackstenius (Jakobsson ) · 90+3e Ijeh | Spectateurs : 1 295 Arbitrage : Alexandra Collin Arbitre vidéo : Romain Lissorgue | Spectateurs : 1 295 Arbitrage : Alexandra Collin Arbitre vidéo : Romain Lissorgue |
| 25 octobre 2024 19h30 |            | Rapport | 51e Rolfö                                                                         | Spectateurs : 1 295 Arbitrage : Alexandra Collin Arbitre vidéo : Romain Lissorgue | Spectateurs : 1 295 Arbitrage : Alexandra Collin Arbitre vidéo : Romain Lissorgue |

| Match retour          | Suède | 8 - 0   | Luxembourg | Gamla Ullevi, Göteborg                                                    |                                                                           |
| 29 octobre 2024 19h00 | Angeldal 9e 30e (pen.) · Kaneryd 11e · ( Björn) Zigiotti Olme 40e · ( Rolfö) Blackstenius 45e · ( Andersson) L. Schmit 45+2e (csc) · ( Rolfö) Blomqvist 63e · ( Jakobsson) Blomqvist 87e | (6 - 0) |            | Spectateurs : 10 523 Arbitrage : Réka Molnar Arbitre vidéo : Eszter Urban | Spectateurs : 10 523 Arbitrage : Réka Molnar Arbitre vidéo : Eszter Urban |
| 29 octobre 2024 19h00 | Blackstenius 37e | Rapport |            | Spectateurs : 10 523 Arbitrage : Réka Molnar Arbitre vidéo : Eszter Urban | Spectateurs : 10 523 Arbitrage : Réka Molnar Arbitre vidéo : Eszter Urban |

La Suède gagne 12 - 0 sur l'ensemble des deux matchs et se qualifie pour le deuxième tour.
| Match aller           | Biélorussie               | 1 - 8   | Tchéquie | Stade Radnik, Velika Gorica                                                     |                                                                                 |
| 25 octobre 2024 20h30 | Shlapakova 16e            | (1 - 5) | 2e Khýrová (Dubcová ) · 6e Svitková (Bartoňová ) · 20e Svitková (Khýrová ) · 34e Dubcová (Khýrová ) · 38e Dubcová · 48e Stašková (Krejčiříková ) · 52e Bartoňová (Svitková ) · 75e Černá | Spectateurs : 0 Arbitrage : Désirée Grundbacher Arbitre vidéo : Lukas Fähndrich | Spectateurs : 0 Arbitrage : Désirée Grundbacher Arbitre vidéo : Lukas Fähndrich |
| 25 octobre 2024 20h30 | Alkhovik 32e · Bohdan 59e | Rapport | 53e Sonntagová | Spectateurs : 0 Arbitrage : Désirée Grundbacher Arbitre vidéo : Lukas Fähndrich | Spectateurs : 0 Arbitrage : Désirée Grundbacher Arbitre vidéo : Lukas Fähndrich |

| Match aller           | Tchéquie | 0 - 0 | Biélorussie | Stade Radnik, Velika Gorica                                                        |                                                                                    |
| 29 octobre 2024 15h00 |          |       |             | Spectateurs : 18 Arbitrage : Iuliana Demetrescu Arbitre vidéo : Sebastian Colţescu | Spectateurs : 18 Arbitrage : Iuliana Demetrescu Arbitre vidéo : Sebastian Colţescu |
| 29 octobre 2024 15h00 | Rapport  |       |             | Spectateurs : 18 Arbitrage : Iuliana Demetrescu Arbitre vidéo : Sebastian Colţescu | Spectateurs : 18 Arbitrage : Iuliana Demetrescu Arbitre vidéo : Sebastian Colţescu |

La Tchéquie gagne 8 - 1 sur l'ensemble des deux matchs et se qualifie pour le deuxième tour.
| Match aller           | Albanie                                | 0 - 5   | Norvège | Stade Loro-Boriçi, Shkodër                                                         |                                                                                    |
| 25 octobre 2024 16h00 |                                        | (0 - 3) | 9e Maanum (Saevik ) · 23e Bergsvand (Bøe Risa ) · 44e Bergsvand · 62e Hegerberg (Reiten ) · 74e (csc) Hoxhaj | Spectateurs : 2 185 Arbitrage : Ana Maria Terteleac Arbitre vidéo : Ovidiu Haţegan | Spectateurs : 2 185 Arbitrage : Ana Maria Terteleac Arbitre vidéo : Ovidiu Haţegan |
| 25 octobre 2024 16h00 | Doci 22e · G. Berisha 37e · Franja 59e | Rapport | | Spectateurs : 2 185 Arbitrage : Ana Maria Terteleac Arbitre vidéo : Ovidiu Haţegan | Spectateurs : 2 185 Arbitrage : Ana Maria Terteleac Arbitre vidéo : Ovidiu Haţegan |

| Match retour          | Norvège | 9 - 0   | Albanie | Ullevaal Stadion, Oslo                                                       |                                                                              |
| 29 octobre 2024 19h00 | ( Reiten) Maanum 18e · ( Woldvik) Naalsund 29e · ( Bøe Risa) Hegerberg 44e · Maanum 52e · ( Reiten) Maanum 62e · ( Terland) Maanum 65e · ( Bøe Risa) Gaupset 75e · Reiten 81e (pen.) · Bøe Risa 90+1e (pen.) | (3 - 0) |         | Spectateurs : 7 682 Arbitrage : Michalina Diakow Arbitre vidéo : Pawel Pskit | Spectateurs : 7 682 Arbitrage : Michalina Diakow Arbitre vidéo : Pawel Pskit |
| 29 octobre 2024 19h00 | Rapport |         |         | Spectateurs : 7 682 Arbitrage : Michalina Diakow Arbitre vidéo : Pawel Pskit | Spectateurs : 7 682 Arbitrage : Michalina Diakow Arbitre vidéo : Pawel Pskit |

La Norvège gagne 14 - 0 sur l'ensemble des deux matchs et se qualifie pour le deuxième tour.

#### Voie 2
| Match aller                   | Turquie               | 1 - 1   | Ukraine          | Esenler Stadium, Istanbul                                                            |                                                                                      |
| 25 octobre 2024 17h00 (18h00) | ( Civelek) Keskin 61e | (0 - 1) | 31e Apanaschenko | Spectateurs : 1 688 Arbitrage : Henrikke Nervik Arbitre vidéo : Mohammad Usman Aslam | Spectateurs : 1 688 Arbitrage : Henrikke Nervik Arbitre vidéo : Mohammad Usman Aslam |
| 25 octobre 2024 17h00 (18h00) |                       | Rapport | 55e Petryk       | Spectateurs : 1 688 Arbitrage : Henrikke Nervik Arbitre vidéo : Mohammad Usman Aslam | Spectateurs : 1 688 Arbitrage : Henrikke Nervik Arbitre vidéo : Mohammad Usman Aslam |

| Match retour                  | Ukraine                                                 | 2 - 0   | Turquie                               | Stade Zimbru, Chișinău                                                      |                                                                             |
| 29 octobre 2024 17h00 (18h00) | ( Basanska) Karataş 14e (csc) · ( Kalinina) Shmatko 34e | (2 - 0) |                                       | Spectateurs : 438 Arbitrage : Catarina Campos Arbitre vidéo : André Narciso | Spectateurs : 438 Arbitrage : Catarina Campos Arbitre vidéo : André Narciso |
| 29 octobre 2024 17h00 (18h00) | Basanska 44e · Ovdiychuk 90+4e · Korsun 90+5e           | Rapport | 88e Civelek · 90+3e Çal · 90+4e Şeker | Spectateurs : 438 Arbitrage : Catarina Campos Arbitre vidéo : André Narciso | Spectateurs : 438 Arbitrage : Catarina Campos Arbitre vidéo : André Narciso |

L'Ukraine gagne 3 - 1 sur l'ensemble des deux matchs et se qualifie pour le deuxième tour.
| Match aller           | Croatie                | 1 - 1   | Irlande du Nord   | Stade Varteks, Varaždin                                                     |                                                                             |
| 25 octobre 2024 19h00 | Lojna 4e (pen.)        | (1 - 0) | 90+2e (csc) Lojna | Spectateurs : 431 Arbitrage : Sandra Bastos Arbitre vidéo : Catarina Campos | Spectateurs : 431 Arbitrage : Sandra Bastos Arbitre vidéo : Catarina Campos |
| 25 octobre 2024 19h00 | Bačić 72e · Dulčić 77e | Rapport |                   | Spectateurs : 431 Arbitrage : Sandra Bastos Arbitre vidéo : Catarina Campos | Spectateurs : 431 Arbitrage : Sandra Bastos Arbitre vidéo : Catarina Campos |

| Match retour                  | Irlande du Nord      | 1 - 0                 | Croatie                                 | Windsor Park, Belfast                                                      |                                                                            |
| 29 octobre 2024 20h00 (19h00) | ( Maxwell) Wade 114e | (0 - 0, 0 - 0, 0 - 0) |                                         | Spectateurs : 3 935 Arbitrage : Tess Olofsson Arbitre vidéo : Jakob Kehlet | Spectateurs : 3 935 Arbitrage : Tess Olofsson Arbitre vidéo : Jakob Kehlet |
| 29 octobre 2024 20h00 (19h00) |                      | Rapport               | 70e Joščak · 86e Nevrkla · 90+2e Pezelj | Spectateurs : 3 935 Arbitrage : Tess Olofsson Arbitre vidéo : Jakob Kehlet | Spectateurs : 3 935 Arbitrage : Tess Olofsson Arbitre vidéo : Jakob Kehlet |

L'Irlande du Nord gagne 2 - 1 sur l'ensemble des deux matchs et se qualifie pour le deuxième tour.
| Match aller           | Bosnie-Herzégovine                   | 2 - 2   | Serbie                                   | FFBH Football Training Centre, Zenica                                          |                                                                                |
| 25 octobre 2024 14h00 | ( Spasojević) Ekić 20e · Nikolić 52e | (1 - 1) | 28e Matejić (Vlajnić ) · 87e Milivojević | Spectateurs : 423 Arbitrage : Silvia Gasperotti Arbitre vidéo : Michaek Fabbri | Spectateurs : 423 Arbitrage : Silvia Gasperotti Arbitre vidéo : Michaek Fabbri |
| 25 octobre 2024 14h00 | Husić 33e · Nikolić 37e              | Rapport | 56e Matejić                              | Spectateurs : 423 Arbitrage : Silvia Gasperotti Arbitre vidéo : Michaek Fabbri | Spectateurs : 423 Arbitrage : Silvia Gasperotti Arbitre vidéo : Michaek Fabbri |

| Match retour          | Serbie | 4 - 1   | Bosnie-Herzégovine                  | Sportski centar FSS, Stara Pazova                                                  |                                                                                    |
| 29 octobre 2024 19h00 | ( Poljak) Stokić 10e · ( E. Petrović) Matejić 42e · ( Filipović) Matejić 62e · ( Milivojević) Filipović 75e | (2 - 1) | 29e Nikolić (Kapetanović )          | Spectateurs : 650 Arbitrage : Marta Huerta De Aza Arbitre vidéo : Guillermo Cuadra | Spectateurs : 650 Arbitrage : Marta Huerta De Aza Arbitre vidéo : Guillermo Cuadra |
| 29 octobre 2024 19h00 | Slović 26e                                                                                                  | Rapport | 44e M. Hasanbegović · 84e Slišković | Spectateurs : 650 Arbitrage : Marta Huerta De Aza Arbitre vidéo : Guillermo Cuadra | Spectateurs : 650 Arbitrage : Marta Huerta De Aza Arbitre vidéo : Guillermo Cuadra |

La Serbie gagne 6 - 3 sur l'ensemble des deux matchs et se qualifie pour le deuxième tour.
| Match aller                   | Azerbaïdjan              | 1 - 4   | Portugal                                                                             | Dalga Arena, Bakou                                                            |                                                                               |
| 25 octobre 2024 14h00 (16h00) | Parlak 58e               | (0 - 3) | 5e Capeta · 10e T. Pinto (Capeta ) · 26e Gomes (Marchão ) · 89e Di. Silva (Marchão ) | Spectateurs : 253 Arbitrage : Fabienne Michel Arbitre vidéo : Katrin Rafalski | Spectateurs : 253 Arbitrage : Fabienne Michel Arbitre vidéo : Katrin Rafalski |
| 25 octobre 2024 14h00 (16h00) | Acar 20e · Mollayeva 32e | Rapport | 38e Jacinto · 45e Nazareth                                                           | Spectateurs : 253 Arbitrage : Fabienne Michel Arbitre vidéo : Katrin Rafalski | Spectateurs : 253 Arbitrage : Fabienne Michel Arbitre vidéo : Katrin Rafalski |

| Match retour                  | Portugal                                                                                              | 4 - 0   | Azerbaïdjan                                                   | Futebol Clube de Vizela, Vizela                                                |                                                                                |
| 29 octobre 2024 20h45 (19h45) | ( Do. Silva) Di. Silva 15e · ( F. Pinto) Di. Silva 26e · Do. Silva 57e (pen.) · ( Bravo) F. Pinto 86e | (1 - 0) |                                                               | Spectateurs : 4 535 Arbitrage : Shona Shukrula Arbitre vidéo : Jochem Kamphuis | Spectateurs : 4 535 Arbitrage : Shona Shukrula Arbitre vidéo : Jochem Kamphuis |
| 29 octobre 2024 20h45 (19h45) | Borges 67e                                                                                            | Rapport | 29e Mollayeva · 45+2e Jafarzade · 71e Bozdag · 74e Bakarandze | Spectateurs : 4 535 Arbitrage : Shona Shukrula Arbitre vidéo : Jochem Kamphuis | Spectateurs : 4 535 Arbitrage : Shona Shukrula Arbitre vidéo : Jochem Kamphuis |

Le Portugal gagne 8 - 1 sur l'ensemble des deux matchs et se qualifie pour le deuxième tour.
| Match aller           | Hongrie      | 0 - 1   | Écosse                 | Bozsik Aréna, Budapest                                                      |                                                                             |
| 25 octobre 2024 18h15 |              | (0 - 0) | 60e Thomas (Docherty ) | Spectateurs : 1 213 Arbitrage : Maria Caputi Arbitre vidéo : Daniele Doveri | Spectateurs : 1 213 Arbitrage : Maria Caputi Arbitre vidéo : Daniele Doveri |
| 25 octobre 2024 18h15 | Fenyvesi 60e | Rapport | 24e Evans              | Spectateurs : 1 213 Arbitrage : Maria Caputi Arbitre vidéo : Daniele Doveri | Spectateurs : 1 213 Arbitrage : Maria Caputi Arbitre vidéo : Daniele Doveri |

| Match retour                  | Écosse                                                            | 4 - 0   | Hongrie    | Easter Road, Édimbourg                                                      |                                                                             |
| 29 octobre 2024 20h35 (19h35) | ( Evans) Brzykcy 17e (csc) · Cuthbert 31e · Weir 55e · Thomas 65e | (2 - 0) |            | Spectateurs : 7 176 Arbitrage : Ivana Projkovska Arbitre vidéo : Ivan Bebek | Spectateurs : 7 176 Arbitrage : Ivana Projkovska Arbitre vidéo : Ivan Bebek |
| 29 octobre 2024 20h35 (19h35) | Cuthbert 57e                                                      | Rapport | 88e Zeller | Spectateurs : 7 176 Arbitrage : Ivana Projkovska Arbitre vidéo : Ivan Bebek | Spectateurs : 7 176 Arbitrage : Ivana Projkovska Arbitre vidéo : Ivan Bebek |

L'Écosse gagne 5 - 0 sur l'ensemble des deux matchs et se qualifie pour le deuxième tour.
| Match aller           | Slovaquie                      | 2 - 1   | Pays de Galles         | NTC Poprad, Poprad                                                                 |                                                                                    |
| 25 octobre 2024 17h30 | Šurnovská 49e · Mikolajová 58e | (0 - 0) | 89e Morgan (Fishlock ) | Spectateurs : 2 013 Arbitrage : Stéphanie Frappart Arbitre vidéo : Bastien Dechepy | Spectateurs : 2 013 Arbitrage : Stéphanie Frappart Arbitre vidéo : Bastien Dechepy |
| 25 octobre 2024 17h30 | Mikolajová 24e · Šurnovská 79e | Rapport | 57e James              | Spectateurs : 2 013 Arbitrage : Stéphanie Frappart Arbitre vidéo : Bastien Dechepy | Spectateurs : 2 013 Arbitrage : Stéphanie Frappart Arbitre vidéo : Bastien Dechepy |

| Match retour                  | Pays de Galles                                 | 2 - 0                 | Slovaquie       | Cardiff City Stadium, Cardiff                                             |                                                                           |
| 29 octobre 2024 20h15 (19h15) | ( James) Fishlock 39e · ( Barton) Holland 112e | (1 - 0, 1 - 0, 1 - 0) |                 | Spectateurs : 10 504 Arbitrage : Ewa Augustyn Arbitre vidéo : Pawel Malec | Spectateurs : 10 504 Arbitrage : Ewa Augustyn Arbitre vidéo : Pawel Malec |
| 29 octobre 2024 20h15 (19h15) |                                                | Rapport               | 75e Bartovičová | Spectateurs : 10 504 Arbitrage : Ewa Augustyn Arbitre vidéo : Pawel Malec | Spectateurs : 10 504 Arbitrage : Ewa Augustyn Arbitre vidéo : Pawel Malec |

La Pays de Galles gagne 3 - 2 sur l'ensemble des deux matchs et se qualifie pour le deuxième tour.

### Deuxième tour

#### Tableau
| Équipe          | Aller | Total | Retour | Équipe               |
| --------------- | ----- | ----- | ------ | -------------------- |
| Portugal        | 1 - 1 | 3 - 2 | 2 - 1  | Tchéquie             |
| Écosse          | 0 - 0 | 0 - 2 | 0 - 2  | Finlande             |
| Ukraine         | 0 - 2 | 1 - 4 | 1 - 2  | Belgique             |
| Pays de Galles  | 1 - 1 | 3 - 2 | 2 - 1  | République d'Irlande |
| Pologne         | 1 - 0 | 2 - 0 | 1 - 0  | Autriche             |
| Irlande du Nord | 0 - 4 | 0 - 7 | 0 - 3  | Norvège              |
| Serbie          | 0 - 2 | 0 - 8 | 0 - 6  | Suède                |

#### Matchs
| Match aller                    | Portugal                | 1 - 1   | Tchéquie                                        | Stade du Dragon, Porto                                                            |                                                                                   |
| 29 novembre 2024 20h45 (19h45) | ( Jacinto) Nazareth 47e | (0 - 1) | 33e Svitková (Šlajsová )                        | Spectateurs : 40 189 Arbitrage : Silvia Gasperotti Arbitre vidéo : Michael Fabbri | Spectateurs : 40 189 Arbitrage : Silvia Gasperotti Arbitre vidéo : Michael Fabbri |
| 29 novembre 2024 20h45 (19h45) |                         | Rapport | 23e Svitková · 85e Krejčiříková · 90+1e Khýrová | Spectateurs : 40 189 Arbitrage : Silvia Gasperotti Arbitre vidéo : Michael Fabbri | Spectateurs : 40 189 Arbitrage : Silvia Gasperotti Arbitre vidéo : Michael Fabbri |

| Match retour          | Tchéquie            | 1 - 2   | Portugal                                            | Na Stínadlech, Teplice                                                          |                                                                                 |
| 3 décembre 2024 17h45 | Svitková 35e (pen.) | (1 - 1) | 10e Di. Silva (Marchão ) · 76e Di. Silva (Marchão ) | Spectateurs : 5 203 Arbitrage : Lina Lehtovaara Arbitre vidéo : Katrin Rafalski | Spectateurs : 5 203 Arbitrage : Lina Lehtovaara Arbitre vidéo : Katrin Rafalski |
| 3 décembre 2024 17h45 | Rapport             |         |                                                     | Spectateurs : 5 203 Arbitrage : Lina Lehtovaara Arbitre vidéo : Katrin Rafalski | Spectateurs : 5 203 Arbitrage : Lina Lehtovaara Arbitre vidéo : Katrin Rafalski |

Le Portugal gagne 3 - 2 sur l'ensemble des deux matchs et se qualifie pour l'Euro 2025.
| Match aller                    | Écosse  | 0 - 0 | Finlande | Easter Road, Édimbourg                                                    |                                                                           |
| 29 novembre 2024 20h35 (19h35) |         |       |          | Spectateurs : 8 790 Arbitrage : Alina Peşu Arbitre vidéo : Ovidiu Haţegan | Spectateurs : 8 790 Arbitrage : Alina Peşu Arbitre vidéo : Ovidiu Haţegan |
| 29 novembre 2024 20h35 (19h35) | Rapport |       |          | Spectateurs : 8 790 Arbitrage : Alina Peşu Arbitre vidéo : Ovidiu Haţegan | Spectateurs : 8 790 Arbitrage : Alina Peşu Arbitre vidéo : Ovidiu Haţegan |

| Match retour                  | Finlande                                         | 2 - 0   | Écosse       | Bolt Arena, Helsinki                                                     |                                                                          |
| 3 décembre 2024 18h15 (19h15) | ( Summanen) Kuikka 8e · ( Sällström) Lehtola 28e | (2 - 0) |              | Spectateurs : 7 259 Arbitrage : Ewa Augustyn Arbitre vidéo : Piotr Lasyk | Spectateurs : 7 259 Arbitrage : Ewa Augustyn Arbitre vidéo : Piotr Lasyk |
| 3 décembre 2024 18h15 (19h15) | Nyström 85e                                      | Rapport | 42e Docherty | Spectateurs : 7 259 Arbitrage : Ewa Augustyn Arbitre vidéo : Piotr Lasyk | Spectateurs : 7 259 Arbitrage : Ewa Augustyn Arbitre vidéo : Piotr Lasyk |

La Finlande gagne 2 - 0 sur l'ensemble des deux matchs et se qualifie pour l'Euro 2025.
| Match aller                    | Ukraine                   | 0 - 2   | Belgique                                            | Complexe sportif Mardan, Antalya                                                 |                                                                                  |
| 29 novembre 2024 18h00 (20h00) |                           | (0 - 1) | 21e Van Kerkhoven (Vanhaevermaet ) · 90+3e Wullaert | Spectateurs : 312 Arbitrage : Hristiyana Guteva Arbitre vidéo : Vasimir El-Hatib | Spectateurs : 312 Arbitrage : Hristiyana Guteva Arbitre vidéo : Vasimir El-Hatib |
| 29 novembre 2024 18h00 (20h00) | Semkiv 42e · Basanska 64e | Rapport | 52e Van Kerkhoven                                   | Spectateurs : 312 Arbitrage : Hristiyana Guteva Arbitre vidéo : Vasimir El-Hatib | Spectateurs : 312 Arbitrage : Hristiyana Guteva Arbitre vidéo : Vasimir El-Hatib |

| Match retour          | Belgique                                         | 2 - 1   | Ukraine                                | Den Dreef, Louvain                                                                 |                                                                                    |
| 3 décembre 2024 20h15 | ( Wullaert) Toloba 67e · ( Missipo) Wullaert 90e | (0 - 0) | 79e Shmatko (Ovdiychuk )               | Spectateurs : 4 027 Arbitrage : Iuliana Demetrescu Arbitre vidéo : Katalin Kulcsár | Spectateurs : 4 027 Arbitrage : Iuliana Demetrescu Arbitre vidéo : Katalin Kulcsár |
| 3 décembre 2024 20h15 |                                                  | Rapport | 59e Petryk · 63e Khimich · 90+1e Hiryn | Spectateurs : 4 027 Arbitrage : Iuliana Demetrescu Arbitre vidéo : Katalin Kulcsár | Spectateurs : 4 027 Arbitrage : Iuliana Demetrescu Arbitre vidéo : Katalin Kulcsár |

La Belgique gagne 4 - 1 sur l'ensemble des deux matchs et se qualifie pour l'Euro 2025.
| Match aller                    | Pays de Galles          | 1 - 1   | République d'Irlande | Cardiff City Stadium, Cardiff                                                |                                                                              |
| 29 novembre 2024 20h15 (19h15) | ( Fishlock) Woodham 21e | (1 - 1) | 35e (csc) Clark      | Spectateurs : 16 845 Arbitrage : Maria Caputi Arbitre vidéo : Daniele Doveri | Spectateurs : 16 845 Arbitrage : Maria Caputi Arbitre vidéo : Daniele Doveri |
| 29 novembre 2024 20h15 (19h15) | Fishlock 70e · Rowe 81e | Rapport | 70e Littlejohn       | Spectateurs : 16 845 Arbitrage : Maria Caputi Arbitre vidéo : Daniele Doveri | Spectateurs : 16 845 Arbitrage : Maria Caputi Arbitre vidéo : Daniele Doveri |

| Match retour                  | République d'Irlande                     | 1 - 2   | Pays de Galles              | Aviva Stadium, Dublin                                                                 |                                                                                       |
| 3 décembre 2024 20h30 (19h30) | Patten 86e                               | (0 - 0) | 50e (pen.) Cain · 67e Jones | Spectateurs : 25 832 Arbitrage : Marta Huerta De Aza Arbitre vidéo : Guillermo Cuadra | Spectateurs : 25 832 Arbitrage : Marta Huerta De Aza Arbitre vidéo : Guillermo Cuadra |
| 3 décembre 2024 20h30 (19h30) | McCabe 17e · Kiernan 78e · Brosnan 90+6e | Rapport |                             | Spectateurs : 25 832 Arbitrage : Marta Huerta De Aza Arbitre vidéo : Guillermo Cuadra | Spectateurs : 25 832 Arbitrage : Marta Huerta De Aza Arbitre vidéo : Guillermo Cuadra |

Le pays de Galles gagne 3 - 2 sur l'ensemble des deux matchs et se qualifie pour l'Euro 2025.
| Match aller            | Pologne              | 1 - 0   | Autriche        | Stade Gdańsk, Gdańsk                                                                 |                                                                                      |
| 29 novembre 2024 18h00 | ( Pajor) Padilla 57e | (0 - 0) |                 | Spectateurs : 7 025 Arbitrage : Olatz Rivera Olmedo Arbitre vidéo : Cesar Soto Grado | Spectateurs : 7 025 Arbitrage : Olatz Rivera Olmedo Arbitre vidéo : Cesar Soto Grado |
| 29 novembre 2024 18h00 | Słowińska 76e        | Rapport | 38e Kirchberger | Spectateurs : 7 025 Arbitrage : Olatz Rivera Olmedo Arbitre vidéo : Cesar Soto Grado | Spectateurs : 7 025 Arbitrage : Olatz Rivera Olmedo Arbitre vidéo : Cesar Soto Grado |

| Match retour          | Autriche                          | 0 - 1   | Pologne                       | Stade Franz-Horr, Vienne                                                    |                                                                             |
| 3 décembre 2024 18h15 |                                   | (0 - 0) | 90+4e Pajor (Grabowska )      | Spectateurs : 3 200 Arbitrage : Ivana Projkovska Arbitre vidéo : Ivan Bebek | Spectateurs : 3 200 Arbitrage : Ivana Projkovska Arbitre vidéo : Ivan Bebek |
| 3 décembre 2024 18h15 | Purtscheller 32e · Schasching 48e | Rapport | 16e Achcińska · 76e Jedlińska | Spectateurs : 3 200 Arbitrage : Ivana Projkovska Arbitre vidéo : Ivan Bebek | Spectateurs : 3 200 Arbitrage : Ivana Projkovska Arbitre vidéo : Ivan Bebek |

La Pologne gagne 2 - 0 sur l'ensemble des deux matchs et se qualifie pour l'Euro 2025.
| Match aller                    | Irlande du Nord   | 0 - 4   | Norvège                                                                                            | Inver Park, Larne                                                          |                                                                            |
| 29 novembre 2024 20h00 (19h00) |                   | (0 - 3) | 7e Graham Hansen (Woldvik ) · 14e Hansen · 26e Graham Hansen (Reiten ) · 67e Bergsvand (Bøe Risa ) | Spectateurs : 1 866 Arbitrage : Ivana Martinčić Arbitre vidéo : Fran Jović | Spectateurs : 1 866 Arbitrage : Ivana Martinčić Arbitre vidéo : Fran Jović |
| 29 novembre 2024 20h00 (19h00) | L. Rafferty 90+3e | Rapport | | Spectateurs : 1 866 Arbitrage : Ivana Martinčić Arbitre vidéo : Fran Jović | Spectateurs : 1 866 Arbitrage : Ivana Martinčić Arbitre vidéo : Fran Jović |

| Match retour          | Norvège                                                         | 3 - 0   | Irlande du Nord | Ullevaal Stadion, Oslo                                                            |                                                                                   |
| 3 décembre 2024 18h00 | ( Lund) Graham Hansen 13e · Maanum 47e · ( Ildhusøy) Jensen 78e | (1 - 0) |                 | Spectateurs : 3 155 Arbitrage : Jelena Cvetković Arbitre vidéo : Momčilo Marković | Spectateurs : 3 155 Arbitrage : Jelena Cvetković Arbitre vidéo : Momčilo Marković |
| 3 décembre 2024 18h00 | Rapport                                                         |         |                 | Spectateurs : 3 155 Arbitrage : Jelena Cvetković Arbitre vidéo : Momčilo Marković | Spectateurs : 3 155 Arbitrage : Jelena Cvetković Arbitre vidéo : Momčilo Marković |

La Norvège gagne 7 - 0 sur l'ensemble des deux matchs et se qualifie pour l'Euro 2025.
| Match aller            | Serbie         | 0 - 2   | Suède                                     | Stade Dubočica, Leskovac                                                      |                                                                               |
| 28 novembre 2024 18h00 |                | (0 - 0) | 54e Bennison · 70e Kafaji (J. Andersson ) | Spectateurs : 2 939 Arbitrage : Catarina Campos Arbitre vidéo : André Narciso | Spectateurs : 2 939 Arbitrage : Catarina Campos Arbitre vidéo : André Narciso |
| 28 novembre 2024 18h00 | Blagojević 31e | Rapport |                                           | Spectateurs : 2 939 Arbitrage : Catarina Campos Arbitre vidéo : André Narciso | Spectateurs : 2 939 Arbitrage : Catarina Campos Arbitre vidéo : André Narciso |

| Match retour          | Suède | 6 - 0   | Serbie      | Tele2 Arena, Stockholm                                                            |                                                                                   |
| 3 décembre 2024 19h00 | Angeldal 16e (pen.) · Asllani 19e · ( Eriksson) Blackstenius 26e · ( Rolfö) Blackstenius 45+4e · ( Asllani) Bennison 57e · ( Janogy) Anvegård 90e | (4 - 0) |             | Spectateurs : 12 378 Arbitrage : Eleni Antoniou Arbitre vidéo : Angelos Evangelou | Spectateurs : 12 378 Arbitrage : Eleni Antoniou Arbitre vidéo : Angelos Evangelou |
| 3 décembre 2024 19h00 | | Rapport | 14e Vlajnic | Spectateurs : 12 378 Arbitrage : Eleni Antoniou Arbitre vidéo : Angelos Evangelou | Spectateurs : 12 378 Arbitrage : Eleni Antoniou Arbitre vidéo : Angelos Evangelou |

La Suède gagne 8 - 0 sur l'ensemble des deux matchs et se qualifie pour l'Euro 2025.